# 파이트 오브 캐릭터즈
《파이트 오브 캐릭터즈》는 《워크래프트 III: 프로즌 쓰론》의 유즈맵 중 하나로 아레나(Arena)형식의 게임이며 한 게임당 최소 1명에서 최대 8명까지 참여할 수 있다.

## 주요 캐릭터
파이트 오브 캐릭터즈에 등장하는 캐릭터는 총 26명이며 헬싱, 페이트 스테이 나이트, 원피스, 나루토, 이누야샤, 블리치, 드래곤볼, 진월담월희 그외 다른 만화

## 저작권
파이트 오브 캐릭터즈의 제작자인 '진호'가 한국저작권위원회에 소스 부문[1][1]에 저작권 등록을 하였다. 
현재 배포되는 파이트 오브 캐릭터즈 ('어나더'로 통칭)는 이 저작권 약관을 무시한 해킹 맵이다. 하지만 많은 이들의 사랑을 받는 맵으로 원작의 재미를 뛰어넘는다는 평가를 받고 있다.